# De Randen van de Nacht
De Randen van de Nacht was een radioprogramma op Radio 2 en werd in januari 2001 gestart.
Het was een telefonische-reactie-programma waarin steeds een actueel onderwerp centraal stond. Bart Bazuin presenteerde dit programma tot eind 2005. Daarna heeft Evert ten Ham de presentatie overgenomen.
Het programma werd uitgezonden tussen 00.00 en 01.00 uur. De laatste uitzending was op 28 september 2007.